# Hambúrguer
O hambúrguer (do inglês hamburger), também conhecido como hamburgo, hamburguesa ou sanduíche de carne, é um preparado de carne temperada (principalmente de carne bovina, ocasionalmente de frango moído, carne suína moída ou com misturas de carnes) e moldada em formato circular.
É geralmente servida como sanduíche: é este, por extensão, o seu significado mais comum. Pode ser acompanhado por condimentos e outros ingredientes também colocados dentro do pão, como cebola, alface, picles, tomate, maionese, ketchup, mostarda, queijo, bacon, salame, salada de repolho e diversos tipos de molho.

## A história do hambúrguer
O hambúrguer, apesar de associado aos Estados Unidos, chegou a esse país pelas mãos de imigrantes alemães vindos dos arredores de Hamburgo. Hoje, o hambúrguer é um ícone da culinária americana. Em 1836, no restaurante Del Monico's, em Nova Iorque, o hambúrguer ganhou, pela primeira vez, estatuto de iguaria e passou a constar no cardápio – entre duas fatias de pão, já em formato de sanduíche.

### O hambúrguer no Brasil
A introdução do hambúrguer nos costumes do brasileiro deve-se ao jogador de tênis estadunidense-brasileiro Robert Falkenburg, campeão do torneio de Wimbledon em 1948 e 1949, que abriu, em 1952, no Rio de Janeiro, a primeira lanchonete em estilo americano da cidade: o Bob's. Junto com o hambúrguer, a lanchonete também foi responsável pela introdução local de duas outras típicas iguarias da culinária dos Estados Unidos: o milk shake e o sundae. A lanchonete passou a fazer parte da crônica social do Rio de Janeiro e do Brasil, sendo frequentada por celebridades da época, como o compositor Villa-Lobos, o músico de jazz Booker Pittman e o apresentador e humorista Jô Soares, entre muitos outros.

## O hambúrguer no mundo
O sanduíche que nasceu no lombo de um cavalo popularizou-se bastante, tendo caído no gosto das mais diversas culturas. Países com culturas diferentes têm adotado o hábito do hambúrguer com adaptações para os costumes locais. Na Índia, por exemplo, utiliza-se carne de carneiro no lugar da bovina. Nas regiões onde a religião muçulmana é predominante, uma rede de lanchonetes projeta suas lojas com salões separados para mulheres solteiras e famílias, cada um com caixas para pagamento e pedido para que não haja encontros não permitidos pelos costumes. E, quatro vezes por dia, as lojas cessam as atividades para dar lugar ao momento da prece obrigatória, a salá.
Há, também, variações no tipo e qualidade de carne utilizados: hambúrguer de picanha, de fraldinha, de frango, de peru, de peixe, de soja, entre outros.

## O hambúrguer na cultura popular

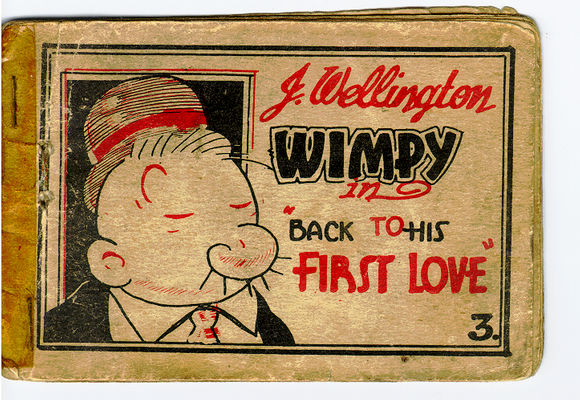
Wimpy, ou Dudu, um dos amigos do Popeye, numa tira de quadrinhos de 1931; ele tinha uma fome incessante por hambúrgueres.

Durante o período entre-guerras, o hambúrguer era muito famoso, inclusive na cultura popular. Um exemplo disso era o frequente aparecimento de hambúrgueres no quadrinho Popeye de E. C. Segar, cujo protagonista era o marinheiro Popeye, que comia espinafre para sustentar sua força sobre-humana; sua primeira aparição, contudo, foi como personagem coadjuvante em 17 de janeiro de 1929, ao lado de outros personagens, incluindo J. Wellington Wimpy (muitas vezes abreviado para apenas "Wimpy" e conhecido no Brasil como Dudu), um guloso educado que era apaixonado por hambúrgueres.
Sua frase marcante, "Pagarei com prazer amanhã por um hambúrguer hoje!" (em inglês: I'll gladly pay you tomorrow for a hamburger today) tornou-se famosa. Durante o auge de sua popularidade nos anos 1930, Dudu passou uma imagem de que os hambúrgueres eram saudáveis para a juventude da época, e sua fama resultou na criação de uma cadeia de restaurantes fast food chamada Wimpy a sua homenagem, que vendia hambúrgueres por dez centavos.
Logo, muitos outros personagens de ficção ficaram associados ao hambúrguer, como Ronald McDonald, um palhaço desenhado por Willard Scott que surgiu pela primeira vez na televisão americana em 1963, tornando-se famoso. Na década de 1960, o hambúrguer era citado em quadrinhos underground como o Zap Comix#2, do desenhista Robert Crumb, no qual havia um personagem chamado "Hamburger Hi-Jinx". No final dessa década, a arte pop utilizou o hambúrguer como elemento artístico, em trabalhos de Andy Warhol (Dual Hamburger), Claes Oldenburg (Floor Burger), Mel Ramos (Vinaburger, 1965), e mais recentemente, David LaChapelle (Death by Hamburger, 2002).
A nave estelar conhecida como Millennium Falcon, projetada por George Lucas para o Star Wars, foi baseada num formato de hambúrguer. Outras mídias também fazem ou fizeram frequentes aparições ou citações de hambúrgueres, como o jogo BurgerTime, de 1982.